# انسان (ترانه رگ‌ن‌بون من)
«انسان» تک‌آهنگی از هنرمند اهل بریتانیا رگ‌ن‌بون من است که در ۲۱ ژوئیه ۲۰۱۶ منتشر شد. این تک‌آهنگ در آلبوم انسان قرار داشت.
این تک‌آهنگ در چارت‌های والونیا، اسکاتلند، آلمان، لهستان، فلاندرز، سوئیس، اتریش، در رتبه اول و در چارت‌های، بریتانیا جزو ده ترانه اول قرار گرفت.